# Magyarország trónörököseinek listája
Ez a lista a Magyar Királyság trónörököseinek a listáját tartalmazza 1000-től 1946-ig.

## Uralkodóházak

### Árpád-ház, 1000–1038
| A trónörökös személye bizonytalan 1000–1002 előtt       | A trónörökös személye bizonytalan 1000–1002 előtt | A trónörökös személye bizonytalan 1000–1002 előtt | A trónörökös személye bizonytalan 1000–1002 előtt | A trónörökös személye bizonytalan 1000–1002 előtt | A trónörökös személye bizonytalan 1000–1002 előtt | A trónörökös személye bizonytalan 1000–1002 előtt | A trónörökös személye bizonytalan 1000–1002 előtt | A trónörökös személye bizonytalan 1000–1002 előtt | I. (Szent) István | I. (Szent) István | I. (Szent) István | I. (Szent) István | I. (Szent) István | I. (Szent) István |
| –                                                       |                                                   | Árpád-házi Ottó                                   | 1002 előtt                                        | 1002 előtt                                        | nyilvánvaló trónörökös                            | fia                                               | 1002 körül                                        | 1002 körül                                        | I. (Szent) István | I. (Szent) István | I. (Szent) István | I. (Szent) István | I. (Szent) István | I. (Szent) István |
| A trónörökös személye bizonytalan 1002 körül–1007 körül |                                                   |                                                   |                                                   |                                                   |                                                   |                                                   |                                                   |                                                   | I. (Szent) István | I. (Szent) István | I. (Szent) István | I. (Szent) István | I. (Szent) István | I. (Szent) István |
|                                                         |                                                   | Árpád-házi (Szent) Imre                           | 1007 körül                                        | 1007 körül                                        | nyilvánvaló trónörökös                            | fia                                               | 1031. szeptember 2.                               | 1031. szeptember 2.                               | I. (Szent) István | I. (Szent) István | I. (Szent) István | I. (Szent) István | I. (Szent) István | I. (Szent) István |
|                                                         |                                                   | Árpád-házi Vazul                                  | 990 körül                                         | 1031. szeptember 2. I. István fiának a halála     | feltételezett (prezumptív) trónörökös             | elsőfokú unokatestvére                            | ? elveszti I. István bizalmát                     | 1037                                              | I. (Szent) István | I. (Szent) István | I. (Szent) István | I. (Szent) István | I. (Szent) István | I. (Szent) István |
|                                                         |                                                   | Orseolo Péter                                     | 1011                                              | ? I. István Vazul ellenében örökösévé jelöli      | feltételezett (prezumptív) trónörökös             | unokaöccse                                        | 1038. augusztus 15. trónra lépése                 | 1046/1059. augusztus 30.                          | I. (Szent) István | I. (Szent) István | I. (Szent) István | I. (Szent) István | I. (Szent) István | I. (Szent) István |

### Orseolo-ház, 1038–1041
| Képe                                        | Címere                                      | Neve                                        | Születése                                   | Trónörökössé válása és annak oka            | Trónörökösi státusza                        | Kapcsolata az uralkodóhoz                   | Trónörökösi terminus vége és annak oka      | Halála                                      | Uralkodó |
| ------------------------------------------- | ------------------------------------------- | ------------------------------------------- | ------------------------------------------- | ------------------------------------------- | ------------------------------------------- | ------------------------------------------- | ------------------------------------------- | ------------------------------------------- | -------- |
| A trónörökös személye bizonytalan 1038–1041 | A trónörökös személye bizonytalan 1038–1041 | A trónörökös személye bizonytalan 1038–1041 | A trónörökös személye bizonytalan 1038–1041 | A trónörökös személye bizonytalan 1038–1041 | A trónörökös személye bizonytalan 1038–1041 | A trónörökös személye bizonytalan 1038–1041 | A trónörökös személye bizonytalan 1038–1041 | A trónörökös személye bizonytalan 1038–1041 | I. Péter |

### Aba-ház, 1041–1044
| Képe                                        | Címere                                      | Neve                                        | Születése                                   | Trónörökössé válása és annak oka            | Trónörökösi státusza                        | Kapcsolata az uralkodóhoz                   | Trónörökösi terminus vége és annak oka      | Halála                                      | Uralkodó   |
| ------------------------------------------- | ------------------------------------------- | ------------------------------------------- | ------------------------------------------- | ------------------------------------------- | ------------------------------------------- | ------------------------------------------- | ------------------------------------------- | ------------------------------------------- | ---------- |
| A trónörökös személye bizonytalan 1041–1044 | A trónörökös személye bizonytalan 1041–1044 | A trónörökös személye bizonytalan 1041–1044 | A trónörökös személye bizonytalan 1041–1044 | A trónörökös személye bizonytalan 1041–1044 | A trónörökös személye bizonytalan 1041–1044 | A trónörökös személye bizonytalan 1041–1044 | A trónörökös személye bizonytalan 1041–1044 | A trónörökös személye bizonytalan 1041–1044 | Aba Sámuel |

### Orseolo-ház, 1044–1046
| Képe                                        | Címere                                      | Neve                                        | Születése                                   | Trónörökössé válása és annak oka            | Trónörökösi státusza                        | Kapcsolata az uralkodóhoz                   | Trónörökösi terminus vége és annak oka      | Halála                                      | Uralkodó |
| ------------------------------------------- | ------------------------------------------- | ------------------------------------------- | ------------------------------------------- | ------------------------------------------- | ------------------------------------------- | ------------------------------------------- | ------------------------------------------- | ------------------------------------------- | -------- |
| A trónörökös személye bizonytalan 1044–1046 | A trónörökös személye bizonytalan 1044–1046 | A trónörökös személye bizonytalan 1044–1046 | A trónörökös személye bizonytalan 1044–1046 | A trónörökös személye bizonytalan 1044–1046 | A trónörökös személye bizonytalan 1044–1046 | A trónörökös személye bizonytalan 1044–1046 | A trónörökös személye bizonytalan 1044–1046 | A trónörökös személye bizonytalan 1044–1046 | I. Péter |

### Árpád-ház, 1046–1301
| Képe                                        | Címere                                      | Neve                                        | Születése                                   | Trónörökössé válása és annak oka | Trónörökösi státusza                                                     | Kapcsolata az uralkodóhoz                   | Trónörökösi terminus vége és annak oka                                                                                           | Halála                                      | Uralkodó            |                     |
| ------------------------------------------- | ------------------------------------------- | ------------------------------------------- | ------------------------------------------- | --- | ------------------------------------------------------------------------ | ------------------------------------------- | --- | ------------------------------------------- | ------------------- | ------------------- |
|                                             |                                             | Árpád-házi (I.) Béla                        | 1016                                        | 1046 bátyja trónra lépte | feltételezett (prezumptív) trónörökös                                    | öccse                                       | 1053 I. Andrásnak fia születik                                                                                                   | 1063. szeptember 11.                        | I. András (Endre)   |                     |
|                                             |                                             | Árpád-házi Salamon                          | 1053                                        | 1053 | nyilvánvaló trónörökös 1057 koronázása                                   | fia                                         | 1060. december 5. előtt apja halála után nagybátyja szerzi meg a trónt                                                           | 1087. március                               | I. András (Endre)   |                     |
|                                             |                                             | Árpád-házi (I.) Géza (Magnus)               | 1044                                        | 1060. december 5. előtt apja trónra lépte | nyilvánvaló trónörökös                                                   | fia                                         | 1063.szeptember 11. apja halála után unokaöccse szerzi meg a trónt                                                               | 1077. április 25.                           | I. Béla             |                     |
|                                             |                                             | Árpád-házi Dávid                            | 1053/55                                     | 1063. szeptember 11. bátyja trónra lépte | feltételezett (prezumptív) trónörökös                                    | öccse                                       | 1064/67 bátyja kibékül unokabátyáival, Gézával és Lászlóval, aminek feltétele Géza trónörökössé tétele                           | 1094 után                                   | I. Salamon          |                     |
|                                             |                                             | Árpád-házi (I.) Géza (Magnus) újra          | 1044                                        | 1064/67 kibékül unokaöccsével, Salamonnal, aki örökösévé jelöli | feltételezett (prezumptív) trónörökös                                    | unokabátyja                                 | 1071/72 elveszti unokaöccse bizalmát                                                                                             | 1077. április 25.                           | I. Salamon          |                     |
|                                             |                                             | Árpád-házi Dávid újra                       | 1053/55                                     | 1071/72 Salamon összetűzésbe kerül az unokabátyáival, és Géza elveszti unokaöccse bizalmát                                                                                   | feltételezett (prezumptív) trónörökös                                    | öccse                                       | 1074. március 14. Dávid bátyjának a legyőzésével és trónfosztásával Géza megszerzi a trónt                                       | 1094 után                                   | I. Salamon          |                     |
|                                             |                                             | Árpád-házi Szent László                     | 1046. június 27.                            | 1074. március 14. bátyja trónra lépte | feltételezett (prezumptív) trónörökös                                    | öccse                                       | 1077. április 25. trónra lépte                                                                                                   | 1095. július 29.                            | I. Géza             |                     |
|                                             |                                             | Árpád-házi Álmos                            | 1070 körül                                  | 1077. április 25. nagybátyja trónra lépése | feltételezett (prezumptív) trónörökös                                    | unokaöccse                                  | 1095. július 29. nagybátyja halála után Álmos bátyja, Kálmán foglalja el a trónt                                                 | 1121. szeptember 1.                         | I. (Szent) László   |                     |
|                                             |                                             | Árpád-házi Álmos újra                       | 1070 körül                                  | 1095. július 29. bátyja trónra lépése | feltételezett (prezumptív) trónörökös                                    | öccse                                       | 1101 Kálmánnak fia születik | 1121. szeptember 1.                         | (Könyves) Kálmán    |                     |
| –                                           |                                             | Árpád-házi László                           | 1101                                        | 1101 | nyilvánvaló trónörökös                                                   | fia                                         | 1112 | 1112                                        | (Könyves) Kálmán    |                     |
|                                             |                                             | Árpád-házi (II.) István                     | 1101                                        | 1112 ikerbátyja halála | nyilvánvaló trónörökös                                                   | fia                                         | 1116. február 3. trónra lépése                                                                                                   | 1131. március 1.                            | (Könyves) Kálmán    |                     |
| A trónörökös személye bizonytalan 1116–?    | A trónörökös személye bizonytalan 1116–?    | A trónörökös személye bizonytalan 1116–?    | A trónörökös személye bizonytalan 1116–?    | A trónörökös személye bizonytalan 1116–? | A trónörökös személye bizonytalan 1116–?                                 | A trónörökös személye bizonytalan 1116–?    | A trónörökös személye bizonytalan 1116–?                                                                                         | A trónörökös személye bizonytalan 1116–?    | II. István          | II. István          |
| –                                           |                                             | (Bihari) Saul                               | 1115 körül (?)                              | ? | feltételezett (prezumptív) trónörökös                                    | unokaöccse (nővérének a fia)                | 1131. március 1. nagybátyja halála után nem választották királlyá                                                                | 1131 körül/után                             | II. István          | II. István          |
|                                             |                                             | Árpád-házi (II.) Géza                       | 1130                                        | 1131. március apja trónra lépte | nyilvánvaló trónörökös                                                   | fia                                         | 1141. február 13. trónra lépte                                                                                                   | 1162. május 31.                             | II. (Vak) Béla      |                     |
|                                             |                                             | Árpád-házi (II.) László                     | 1131                                        | 1041. február 13. bátyja trónra lépte | feltételezett (prezumptív) trónörökös                                    | öccse                                       | 1147 II. Gézának fia születik | 1163. január 14.                            | II. Géza            |                     |
|                                             |                                             | Árpád-házi (III.) István                    | 1147                                        | 1147 | nyilvánvaló trónörökös                                                   | fia                                         | 1162. május 31. trónra lépése | 1172. március 4.                            | II. Géza            |                     |
|                                             |                                             | Idősebb Árpád-házi (III.) Béla              | 1148/49                                     | 1162. május 31. bátyja trónra lépte | feltételezett (prezumptív) trónörökös                                    | öccse                                       | 1164/65 I. Mánuel bizánci császár eljegyzi a leányával és örökösévé teszi, áttér az ortodox hitre, és felveszi az Alexiosz nevet | 1196. április 24.                           | III. István         |                     |
| –                                           |                                             | Árpád-házi Géza                             | 1151                                        | 1164/65 bátyja a bizánci trónöröklése miatt elveszti a magyar trónöröklési jogát                                                                                             | feltételezett (prezumptív) trónörökös                                    | öccse                                       | 1167 III. Istvánnak fia születik                                                                                                 | 1210 előtt                                  | III. István         |                     |
| –                                           |                                             | Ifjabb Árpád-házi Béla                      | 1167                                        | 1167 | nyilvánvaló trónörökös                                                   | fia                                         | 1172 előtt | 1172 előtt                                  | III. István         |                     |
|                                             |                                             | Idősebb Árpád-házi (III.) Béla újra         | 1148/49                                     | 1172 előtt unokaöccse halála után a bizánci trónöröklési jogának elvesztése folytán, mivel I. Mánuel császárnak 1169-ben fia születik, visszanyeri magyar trónöröklési jogát | feltételezett (prezumptív) trónörökös                                    | öccse                                       | 1172. március 4. trónra lépése                                                                                                   | 1196. április 24.                           | III. István         |                     |
|                                             |                                             | Árpád-házi (IV.) István                     | 1133 körül                                  | 1162. július bátyja koronázása | feltételezett (prezumptív) trónörökös                                    | öccse                                       | 1163. január 14. trónra lépése                                                                                                   | 1165. április 11.                           | II. László          |                     |
| A trónörökös személye bizonytalan 1163–1165 | A trónörökös személye bizonytalan 1163–1165 | A trónörökös személye bizonytalan 1163–1165 | A trónörökös személye bizonytalan 1163–1165 | A trónörökös személye bizonytalan 1163–1165 | A trónörökös személye bizonytalan 1163–1165                              | A trónörökös személye bizonytalan 1163–1165 | A trónörökös személye bizonytalan 1163–1165                                                                                      | A trónörökös személye bizonytalan 1163–1165 | IV. István          |                     |
| –                                           |                                             | Árpád-házi Géza újra                        | 1151                                        | 1172. március 4. bátyja trónra lépése | feltételezett (prezumptív) trónörökös                                    | öccse                                       | 1174 III. Bélának fia születik                                                                                                   | 1210 előtt                                  | III. Béla           |                     |
|                                             |                                             | Árpád-házi Imre                             | 1174                                        | 1174 | nyilvánvaló trónörökös 1182. május 16. koronázása                        | fia                                         | 1196. április 24. trónra lépése                                                                                                  | 1204. november 30.                          | III. Béla           |                     |
|                                             |                                             | Árpád-házi (II.) András (Endre)             | 1176/77                                     | 1196. április 24. bátyja trónra lépése | feltételezett (prezumptív) trónörökös                                    | öccse                                       | 1199 I. Imrének fia születik | 1235. szeptember 21.                        | I. Imre             |                     |
|                                             |                                             | Árpád-házi László                           | 1199                                        | 1199 | nyilvánvaló trónörökös 1204. augusztus 26. koronázása                    | fia                                         | 1204. november 30. trónra lépése                                                                                                 | 1205. május 7.                              | I. Imre             |                     |
|                                             |                                             | Árpád-házi (II.) András (Endre) újra        | 1176/77                                     | 1204. november 30. unokaöccse trónra lépése | feltételezett (prezumptív) trónörökös                                    | nagybátyja                                  | 1205. május 7. unokaöccse halála                                                                                                 | 1235. szeptember 21.                        | III. László         |                     |
| –                                           |                                             | Árpád-házi Géza újra                        | 1151                                        | 1205. május 5. unokaöccse trónra lépése | feltételezett (prezumptív) trónörökös                                    | nagybátyja                                  | 1206. november 29. II. Andrásnak fia születik                                                                                    | 1210 előtt                                  | II. András          |                     |
|                                             |                                             | Árpád-házi (IV.) Béla                       | 1206. november 29.                          | 1206. november 29. | nyilvánvaló trónörökös 1214 koronázása                                   | fia                                         | 1235. szeptember 21. trónra lépése                                                                                               | 1270. május 3.                              | II. András          |                     |
|                                             |                                             | Árpád-házi Kálmán                           | 1208                                        | 1235. szeptember 21. bátyja trónra lépése | feltételezett (prezumptív) trónörökös                                    | öccse                                       | 1239. december IV. Bélának fia születik                                                                                          | 1241. április 11./május                     | IV. Béla            |                     |
|                                             |                                             | Árpád-házi (V.) István                      | 1239. december                              | 1239. december | nyilvánvaló trónörökös 1246. január 10. előtt, Székesfehérvár koronázása | fia                                         | 1270. május 3. trónra lépése | 1272. augusztus 6.                          | IV. Béla            |                     |
|                                             |                                             | Árpád-házi (IV.) László                     | 1262                                        | 1270. május 3. apja trónra lépése | nyilvánvaló trónörökös                                                   | fia                                         | 1272. augusztus 6. trónra lépése                                                                                                 | 1290. július 10.                            | V. István           |                     |
| –                                           |                                             | Árpád-házi András (Endre)                   | 1268                                        | 1272. augusztus 6. bátyja trónra lépése | feltételezett (prezumptív) trónörökös                                    | öccse                                       | 1278 | 1278                                        | IV. László          |                     |
| A trónörökös személye bizonytalan 1278–1290 |                                             |                                             |                                             | |                                                                          |                                             | |                                             | IV. László          |                     |
| A trónörökös személye bizonytalan 1290–1298 | A trónörökös személye bizonytalan 1290–1298 | A trónörökös személye bizonytalan 1290–1298 | A trónörökös személye bizonytalan 1290–1298 | A trónörökös személye bizonytalan 1290–1298 | A trónörökös személye bizonytalan 1290–1298                              | A trónörökös személye bizonytalan 1290–1298 | A trónörökös személye bizonytalan 1290–1298                                                                                      | A trónörökös személye bizonytalan 1290–1298 | III. András (Endre) | III. András (Endre) |
| –                                           |                                             | Árpád-házi Erzsébet                         | 1292                                        | 1298. február 12. eljegyzése Přemysl Vencel cseh trónörökössel | feltételezett (prezumptív) trónörökös                                    | lánya                                       | 1301. január 14. apja halála után csak jegyesét választják királlyá                                                              | 1338. május 6.                              | III. András (Endre) | III. András (Endre) |

### Přemysl-ház, 1301–1305
| Képe                                        | Címere                                      | Neve                                        | Születése                                   | Trónörökössé válása és annak oka                                                    | Trónörökösi státusza                        | Kapcsolata az uralkodóhoz                          | Trónörökösi terminus vége és annak oka                      | Halála                                      | Uralkodó           |                    |
| ------------------------------------------- | ------------------------------------------- | ------------------------------------------- | ------------------------------------------- | ----------------------------------------------------------------------------------- | ------------------------------------------- | -------------------------------------------------- | ----------------------------------------------------------- | ------------------------------------------- | ------------------ | ------------------ |
| A trónörökös személye bizonytalan 1301–1305 | A trónörökös személye bizonytalan 1301–1305 | A trónörökös személye bizonytalan 1301–1305 | A trónörökös személye bizonytalan 1301–1305 | A trónörökös személye bizonytalan 1301–1305                                         | A trónörökös személye bizonytalan 1301–1305 | A trónörökös személye bizonytalan 1301–1305        | A trónörökös személye bizonytalan 1301–1305                 | A trónörökös személye bizonytalan 1301–1305 | I. Vencel (László) | I. Vencel (László) |
|                                             |                                             | Wittelsbach Ottó                            | 1261. február 11.                           | 1305. október 9. Vencel kinevezi utódává Ottót, majd lemond javára a magyar trónról | nyilvánvaló trónörökös                      | Vencel apai nagyanyjának az elsőfokú unokatestvére | 1305. október 9. trónra lépése 1305. december 6. koronázása | 1312. szeptember 9.                         | I. Vencel (László) | I. Vencel (László) |

### Wittelsbach-ház, 1305–1307/1312
| A trónörökös személye bizonytalan 1305–1307 | A trónörökös személye bizonytalan 1305–1307 | A trónörökös személye bizonytalan 1305–1307 | A trónörökös személye bizonytalan 1305–1307 | A trónörökös személye bizonytalan 1305–1307                   | A trónörökös személye bizonytalan 1305–1307 | A trónörökös személye bizonytalan 1305–1307 | A trónörökös személye bizonytalan 1305–1307 | A trónörökös személye bizonytalan 1305–1307 | I. Ottó | I. Ottó | I. Ottó | I. Ottó |
| –                                           |                                             | Wittelsbach István                          | 1271. március 14.                           | 1307 I. Ottó elhagyja Magyarországot formális lemondás nélkül | feltételezett (prezumptív) trónörökös       | öccse                                       | 1310 unokahúga születése                    | 1310. december 21.                          | I. Ottó | I. Ottó | I. Ottó | I. Ottó |
| –                                           |                                             | Wittelsbach Ágnes                           | 1310                                        | 1310                                                          | feltételezett (prezumptív) trónörökös       | lánya                                       | 1312. augusztus 28. öccse születése         | 1360                                        | I. Ottó | I. Ottó | I. Ottó | I. Ottó |
| –                                           |                                             | Wittelsbach Henrik                          | 1312. augusztus 28.                         | 1312. augusztus 28.                                           | nyilvánvaló trónörökös                      | fia                                         | 1312. szeptember 9. apja halála             | 1333. június 18.                            | I. Ottó | I. Ottó | I. Ottó | I. Ottó |

### Anjou-ház, 1308–1395
| Képe                                        | Címere                                      | Neve                                        | Születése                                   | Trónörökössé válása és annak oka             | Trónörökösi státusza                        | Kapcsolata az uralkodóhoz                   | Trónörökösi terminus vége és annak oka                                                                                               | Halála | Uralkodó           |
| ------------------------------------------- | ------------------------------------------- | ------------------------------------------- | ------------------------------------------- | -------------------------------------------- | ------------------------------------------- | ------------------------------------------- | --- | --- | ------------------ |
| A trónörökös személye bizonytalan 1308–1319 | A trónörökös személye bizonytalan 1308–1319 | A trónörökös személye bizonytalan 1308–1319 | A trónörökös személye bizonytalan 1308–1319 | A trónörökös személye bizonytalan 1308–1319  | A trónörökös személye bizonytalan 1308–1319 | A trónörökös személye bizonytalan 1308–1319 | A trónörökös személye bizonytalan 1308–1319                                                                                          | A trónörökös személye bizonytalan 1308–1319                                                                                          | I. Károly (Róbert) |
| –                                           |                                             | Anjou N.                                    | 1319. november                              | 1319. november                               | nyilvánvaló trónörökös                      | fia                                         | 1319. november | 1319. november | I. Károly (Róbert) |
| A trónörökös személye bizonytalan 1319–1321 |                                             |                                             |                                             |                                              |                                             |                                             | | | I. Károly (Róbert) |
|                                             |                                             | Anjou Károly                                | 1321                                        | 1321                                         | nyilvánvaló trónörökös                      | fia                                         | 1321 | 1321 | I. Károly (Róbert) |
| A trónörökös személye bizonytalan 1321–1324 |                                             |                                             |                                             |                                              |                                             |                                             | | | I. Károly (Róbert) |
|                                             |                                             | Anjou László                                | 1324. október 1.                            | 1324. október 1.                             | nyilvánvaló trónörökös                      | fia                                         | 1329. március | 1329. március | I. Károly (Róbert) |
|                                             |                                             | Anjou Nagy Lajos                            | 1326. március 5.                            | 1329. március meghalt a bátyja               | nyilvánvaló trónörökös                      | fia                                         | 1342. július 16. trónra lépése | 1382. szeptember 10. | I. Károly (Róbert) |
|                                             |                                             | Anjou András                                | 1327. november 30.                          | 1342. július 16. bátyja trónra lépése        | feltételezett (prezumptív) trónörökös       | öccse                                       | 1345. szeptember 18. | 1345. szeptember 18. | I. (Nagy) Lajos    |
|                                             |                                             | Anjou István                                | 1332. augusztus 20.                         | 1345. szeptember 18. bátyja halála           | feltételezett (prezumptív) trónörökös       | öccse                                       | 1345. december 25. unokaöccse születése                                                                                              | 1354. augusztus 9. | I. (Nagy) Lajos    |
| –                                           |                                             | Anjou Martell Károly                        | 1345. december 25.                          | 1345. december 25.                           | feltételezett (prezumptív) trónörökös       | unokaöccse                                  | 1348. május 10./június 19. | 1348. május 10./június 19. | I. (Nagy) Lajos    |
|                                             |                                             | Anjou István újra                           | 1332. augusztus 20.                         | 1348. május 10./június 19. unokaöccse halála | feltételezett (prezumptív) trónörökös       | öccse                                       | 1354. augusztus 9. | 1354. augusztus 9. | I. (Nagy) Lajos    |
| –                                           |                                             | Anjou János                                 | 1351                                        | 1354. augusztus 9. apja halála               | feltételezett (prezumptív) trónörökös       | unokaöccse                                  | 1360 | 1360 | I. (Nagy) Lajos    |
| –                                           |                                             | Anjou Erzsébet                              | 1352                                        | 1360 bátyja halála                           | feltételezett (prezumptív) trónörökös       | unokahúga                                   | 1365 unokahúga születése | 1380. április 6. előtt | I. (Nagy) Lajos    |
| –                                           |                                             | (idősebb) Anjou Mária                       | 1365                                        | 1365                                         | feltételezett (prezumptív) trónörökös       | lánya                                       | 1366 | 1366 | I. (Nagy) Lajos    |
| –                                           |                                             | Anjou Erzsébet újra                         | 1352                                        | 1366 unokahúga halála                        | feltételezett (prezumptív) trónörökös       | unokahúga                                   | 1370. július 17. előtt unokahúga születése                                                                                           | 1380. április 6. előtt | I. (Nagy) Lajos    |
|                                             |                                             | Anjou Katalin                               | 1370. július 17. előtt                      | 1370. július 17. előtt                       | feltételezett (prezumptív) trónörökös       | lánya                                       | 1378. május 8. után | 1378. május 8. után | I. (Nagy) Lajos    |
|                                             |                                             | (ifjabb) Anjou (I.) Mária                   | 1371. április 14.                           | 1378. május 8. után nővére halála            | feltételezett (prezumptív) trónörökös       | lánya                                       | 1382. szeptember 10. trónra lépése                                                                                                   | 1395. május 17. | I. (Nagy) Lajos    |
|                                             |                                             | Anjou Szent Hedvig                          | 1374. február 18.                           | 1382. szeptember 10. nővére trónra lépte     | feltételezett (prezumptív) trónörökös       | húga                                        | 1385. december nővére lemondása | 1399. július 17. | Mária              |
|                                             |                                             | Anjou László                                | 1376/77                                     | 1385. december apja trónra lépte             | nyilvánvaló trónörökös                      | fia                                         | 1386. február 7. apja elleni merénylet                                                                                               | 1414. augusztus 6. | II. (Kis) Károly   |
|                                             |                                             | Anjou Szent Hedvig újra                     | 1374. február 18.                           | 1386. február 7. nővére restaurációja        | feltételezett (prezumptív) trónörökös       | húga                                        | 1395. május 17. unokaöccse születése                                                                                                 | 1399. július 17. | Mária              |
| –                                           |                                             | Luxemburgi N. (fiú)                         | 1395. május 17.                             | 1395. május 17.                              | nyilvánvaló trónörökös                      | fia                                         | 1395. május 17. egy lovasbaleset következtében megindult szülés révén világra hozott trónörökös az édesanyjával együtt életét veszti | 1395. május 17. egy lovasbaleset következtében megindult szülés révén világra hozott trónörökös az édesanyjával együtt életét veszti | Mária              |

### Luxemburgi-ház, 1387–1395 az Anjou-házzal közösen, 1395–1437 egyedül
| Képe                                        | Címere | Neve                    | Születése            | Trónörökössé válása és annak oka | Trónörökösi státusza                  | Kapcsolata az uralkodóhoz | Trónörökösi terminus vége és annak oka                               | Halála               | Uralkodó |
| ------------------------------------------- | ------ | ----------------------- | -------------------- | --- | ------------------------------------- | ------------------------- | -------------------------------------------------------------------- | -------------------- | -------- |
|                                             |        | Anjou Szent Hedvig újra | 1374. február 18.    | 1395. május 17. nővére és unokaöccse halála után a magyar Anjou-ház fejeként és utolsó élő tagjaként tartott igényt a magyar trónra | feltételezett (prezumptív) trónörökös | sógornője                 | 1396. március 1. sógora a bátyját teszi örökösévé                    | 1399. július 17.     | Zsigmond |
|                                             |        | Luxemburgi Vencel       | 1361. február 26.    | 1396. március 1. kölcsönös örökösödési szerződés                                                                                    | feltételezett (prezumptív) trónörökös | bátyja                    | 1399. május elveszti öccse bizalmát                                  | 1419. augusztus 16.  | Zsigmond |
|                                             |        | Luxemburgi Jobst        | 1351. január 29.     | 1399. május kölcsönös örökösödés szerződés                                                                                          | feltételezett (prezumptív) trónörökös | unokabátyja               | 1402. augusztus 16. elveszti unokaöccse bizalmát                     | 1411. január 18.     | Zsigmond |
|                                             |        | Habsburg (IV.) Albert   | 1377. szeptember 19. | 1402. szeptember 14. kölcsönös örökösödési szerződés                                                                                | feltételezett (prezumptív) trónörökös | volt sógorának a fia      | 1404. szeptember 14.                                                 | 1404. szeptember 14. | Zsigmond |
| A trónörökös személye bizonytalan 1404–1409 |        |                         |                      | |                                       |                           |                                                                      |                      | Zsigmond |
|                                             |        | Luxemburgi Erzsébet     | 1409. október 7.     | 1409. október 7. | feltételezett (prezumptív) trónörökös | lánya                     | 1437. december 9. apja halála után csak a férjét választják királlyá | 1442. december 19.   | Zsigmond |

### Habsburg-ház, 1437–1439
| Képe | Címere | Neve                     | Születése        | Trónörökössé válása és annak oka             | Trónörökösi státusza                  | Kapcsolata az uralkodóhoz | Trónörökösi terminus vége és annak oka | Halála             | Uralkodó  |
| ---- | ------ | ------------------------ | ---------------- | -------------------------------------------- | ------------------------------------- | ------------------------- | -------------------------------------- | ------------------ | --------- |
|      |        | Luxemburgi Erzsébet újra | 1409. október 7. | 1437. december 18. férje királlyá választása | feltételezett (prezumptív) trónörökös | felesége                  | 1439. október 18. férje halála         | 1442. december 19. | I. Albert |

### Jagelló-ház, 1440–1444
| Képe                                        | Címere                                      | Neve                                        | Születése                                   | Trónörökössé válása és annak oka            | Trónörökösi státusza                        | Kapcsolata az uralkodóhoz                   | Trónörökösi terminus vége és annak oka      | Halála                                      | Uralkodó   |
| ------------------------------------------- | ------------------------------------------- | ------------------------------------------- | ------------------------------------------- | ------------------------------------------- | ------------------------------------------- | ------------------------------------------- | ------------------------------------------- | ------------------------------------------- | ---------- |
| A trónörökös személye bizonytalan 1440–1444 | A trónörökös személye bizonytalan 1440–1444 | A trónörökös személye bizonytalan 1440–1444 | A trónörökös személye bizonytalan 1440–1444 | A trónörökös személye bizonytalan 1440–1444 | A trónörökös személye bizonytalan 1440–1444 | A trónörökös személye bizonytalan 1440–1444 | A trónörökös személye bizonytalan 1440–1444 | A trónörökös személye bizonytalan 1440–1444 | I. Ulászló |

### Habsburg-ház, 1440/1453–1457
| Képe | Címere | Neve          | Születése         | Trónörökössé válása és annak oka | Trónörökösi státusza                  | Kapcsolata az uralkodóhoz | Trónörökösi terminus vége és annak oka | Halála             | Uralkodó               |
| ---- | ------ | ------------- | ----------------- | -------------------------------- | ------------------------------------- | ------------------------- | --- | ------------------ | ---------------------- |
|      |        | Habsburg Anna | 1432. április 12. | 1440. május 15. öccse koronázása | feltételezett (prezumptív) trónörökös | nővére                    | 1457. november 23. öccse halála után férje bejelenti trónigényét Anna nevében Hunyadi Mátyás ellenében, de nem veszik figyelembe a trónigényét és nem választják királlyá | 1462. november 14. | V. (Utószülött) László |

### Hunyadi-ház, 1458–1490
| A trónörökös személye bizonytalan 1458–1463 | A trónörökös személye bizonytalan 1458–1463 | A trónörökös személye bizonytalan 1458–1463 | A trónörökös személye bizonytalan 1458–1463 | A trónörökös személye bizonytalan 1458–1463              | A trónörökös személye bizonytalan 1458–1463 | A trónörökös személye bizonytalan 1458–1463 | A trónörökös személye bizonytalan 1458–1463                              | A trónörökös személye bizonytalan 1458–1463 | I. Mátyás | I. Mátyás | I. Mátyás | I. Mátyás | I. Mátyás |
|                                             |                                             | Habsburg Frigyes                            | 1415. szeptember 21.                        | 1463. július 19. örökösödési szerződés                   | feltételezett (prezumptív) trónörökös       | örökbe fogadó apja                          | 1464. február I. Mátyásnak törvényes fia születik                        | 1493. augusztus 19.                         | I. Mátyás | I. Mátyás | I. Mátyás | I. Mátyás | I. Mátyás |
| –                                           |                                             | Hunyadi N. (fiú)                            | 1464. február                               | 1464. február                                            | nyilvánvaló trónörökös                      | fia                                         | 1464. február                                                            | 1464. február                               | I. Mátyás | I. Mátyás | I. Mátyás | I. Mátyás | I. Mátyás |
|                                             |                                             | Habsburg Frigyes újra                       | 1415. szeptember 21.                        | 1464. február a törvényes örökös halála                  | feltételezett (prezumptív) trónörökös       | örökbe fogadó apja                          | 1479. október 21. házasságon kívül született fiának törvényes elismerése | 1493. augusztus 19.                         | I. Mátyás | I. Mátyás | I. Mátyás | I. Mátyás | I. Mátyás |
|                                             |                                             | Corvin János                                | 1473. április 2.                            | 1479. október 21. törvényesítés és hercegi rangra emelés | feltételezett (prezumptív) trónörökös       | természetes (fattyú) fia                    | 1490. április 6. apja halála után nem választják királlyá                | 1504. október 12.                           | I. Mátyás | I. Mátyás | I. Mátyás | I. Mátyás | I. Mátyás |

### Jagelló-ház, 1490–1526
| A trónörökös személye bizonytalan 1490–1491 | A trónörökös személye bizonytalan 1490–1491 | A trónörökös személye bizonytalan 1490–1491 | A trónörökös személye bizonytalan 1490–1491 | A trónörökös személye bizonytalan 1490–1491 | A trónörökös személye bizonytalan 1490–1491                       | A trónörökös személye bizonytalan 1490–1491    | A trónörökös személye bizonytalan 1490–1491                             | A trónörökös személye bizonytalan 1490–1491 | II. Ulászló | II. Ulászló | II. Ulászló | II. Ulászló | II. Ulászló | II. Ulászló |
|                                             |                                             | Habsburg Miksa                              | 1459. március 22.                           | 1491. november 7. örökösödési szerződés     | feltételezett (prezumptív) trónörökös                             | Miksa apja II. Ulászló másodfokú unokatestvére | 1498. június 2. országgyűlési határozat                                 | 1519. január 12.                            | II. Ulászló | II. Ulászló | II. Ulászló | II. Ulászló | II. Ulászló | II. Ulászló |
|                                             |                                             | Jagelló Zsigmond                            | 1467. január 1.                             | 1498 Magyarországra érkezik                 | feltételezett (prezumptív) trónörökös                             | öccse                                          | 1502. szeptember 29. bátyja házasságkötése után elhagyja az országot    | 1548. április 1.                            | II. Ulászló | II. Ulászló | II. Ulászló | II. Ulászló | II. Ulászló | II. Ulászló |
| A trónörökös személye bizonytalan 1502–1503 |                                             |                                             |                                             |                                             |                                                                   |                                                |                                                                         |                                             | II. Ulászló | II. Ulászló | II. Ulászló | II. Ulászló | II. Ulászló | II. Ulászló |
|                                             |                                             | Jagelló Anna                                | 1503. július 23.                            | 1503. július 23.                            | feltételezett (prezumptív) trónörökös                             | lánya                                          | 1506. július 1. öccse születése                                         | 1547. január 27.                            | II. Ulászló | II. Ulászló | II. Ulászló | II. Ulászló | II. Ulászló | II. Ulászló |
|                                             |                                             | Jagelló Lajos                               | 1506. július 1.                             | 1506. július 1.                             | nyilvánvaló trónörökös 1508. június 4., Székesfehérvár koronázása | fia                                            | 1516. március 13. trónra lépése                                         | 1526. augusztus 29.                         | II. Ulászló | II. Ulászló | II. Ulászló | II. Ulászló | II. Ulászló | II. Ulászló |
|                                             |                                             | Jagelló Anna újra                           | 1503. július 23.                            | 1516. március 13. öccse trónra lépése       | feltételezett (prezumptív) trónörökös                             | nővére                                         | 1526. augusztus 29. öccse halála után csak a férjét választják királlyá | 1547. január 27.                            | II. Lajos   |             |             |             |             |             |

### Szapolyai-ház, 1526–1540
| A trónörökös személye bizonytalan 1526–1538 | A trónörökös személye bizonytalan 1526–1538 | A trónörökös személye bizonytalan 1526–1538 | A trónörökös személye bizonytalan 1526–1538 | A trónörökös személye bizonytalan 1526–1538                                                                                                   | A trónörökös személye bizonytalan 1526–1538 | A trónörökös személye bizonytalan 1526–1538 | A trónörökös személye bizonytalan 1526–1538               | A trónörökös személye bizonytalan 1526–1538 | I. János | I. János | I. János |
|                                             |                                             | Habsburg Ferdinánd                          | 1503. március 10.                           | 1538. február 24. A váradi béke elismeri I. János országrészének öröklését János halála után még egy esetleges fiú örökös születése esetén is | nyilvánvaló trónörökös                      | rivális király                              | 1540. július 7. megszületik I. János fia                  | 1564. július 25.                            | I. János | I. János | I. János |
|                                             |                                             | Szapolyai János Zsigmond                    | 1540. július 7.                             | 1540. július 7. | nyilvánvaló trónörökös                      | fia                                         | 1540. július 17./21. apja halála után királlyá választják | 1571. március 14.                           | I. János | I. János | I. János |

### Habsburg-ház, 1526–1564
| Képe | Címere | Neve              | Születése        | Trónörökössé válása és annak oka             | Trónörökösi státusza                                           | Kapcsolata az uralkodóhoz | Trónörökösi terminus vége és annak oka                | Halála            | Uralkodó     |
| ---- | ------ | ----------------- | ---------------- | -------------------------------------------- | -------------------------------------------------------------- | ------------------------- | ----------------------------------------------------- | ----------------- | ------------ |
|      |        | Jagelló Anna újra | 1503. július 23. | 1526. december 17. férje királlyá választása | feltételezett (prezumptív) trónörökös                          | felesége                  | 1527. július 31. Annának I. Ferdinándtól fia születik | 1547. január 27.  | I. Ferdinánd |
|      |        | Habsburg Miksa    | 1527. július 31. | 1527. július 31.                             | nyilvánvaló trónörökös 1563. szeptember 8., Pozsony koronázása | fia                       | 1564. július 25. trónra lépése                        | 1576. október 12. | I. Ferdinánd |

### Szapolyai-ház, 1540–1570
| A trónörökös személye bizonytalan 1540–1551 | A trónörökös személye bizonytalan 1540–1551 | A trónörökös személye bizonytalan 1540–1551 | A trónörökös személye bizonytalan 1540–1551 | A trónörökös személye bizonytalan 1540–1551                                                      | A trónörökös személye bizonytalan 1540–1551 | A trónörökös személye bizonytalan 1540–1551 | A trónörökös személye bizonytalan 1540–1551                                                                | A trónörökös személye bizonytalan 1540–1551 | II. János (Zsigmond) | II. János (Zsigmond) | II. János (Zsigmond) | II. János (Zsigmond) |
|                                             |                                             | Habsburg Ferdinánd                          | 1503. március 10.                           | 1551. július 19. A gyulafehérvári megállapodásban II. János lemond a trónról I. Ferdinánd javára | nyilvánvaló trónörökös                      | rivális király                              | 1551. július 26. A kolozsvári országgyűlés elismeri I. Ferdinándot II. János országrészének uralkodójaként | 1564. július 25.                            | II. János (Zsigmond) | II. János (Zsigmond) | II. János (Zsigmond) | II. János (Zsigmond) |
| A trónörökös személye bizonytalan 1556–1570 |                                             |                                             |                                             |                                                                                                  |                                             |                                             | |                                             | II. János (Zsigmond) | II. János (Zsigmond) | II. János (Zsigmond) | II. János (Zsigmond) |
|                                             |                                             | Habsburg Miksa                              | 1527. július 31.                            | 1570. augusztus 16. A speyeri egyezmény értelmében II. János lemond a királyi címéről            | nyilvánvaló trónörökös                      | fia                                         | 1571. március 14. II. János halálával a speyeri egyezmény nem léphetett érvénybe                           | 1576. október 12.                           | II. János (Zsigmond) | II. János (Zsigmond) | II. János (Zsigmond) | II. János (Zsigmond) |

### Habsburg-ház, 1564–1620
| Képe | Címere | Neve                      | Születése          | Trónörökössé válása és annak oka                                                                                         | Trónörökösi státusza                  | Kapcsolata az uralkodóhoz       | Trónörökösi terminus vége és annak oka                                   | Halála             | Uralkodó      |
| ---- | ------ | ------------------------- | ------------------ | --- | ------------------------------------- | ------------------------------- | ------------------------------------------------------------------------ | ------------------ | ------------- |
|      |        | Habsburg Rudolf           | 1552. július 18.   | 1564. július 25. apja trónra lépte 1572. szeptember 25., Pozsony koronázása                                              | nyilvánvaló trónörökös                | fia                             | 1576. október 12. trónra lépése                                          | 1612. január 20.   | I. Miksa      |
|      |        | Habsburg Ernő             | 1553. június 15.   | 1576. október 12. bátyja trónra lépte                                                                                    | feltételezett (prezumptív) trónörökös | öccse                           | 1595. február 20.                                                        | 1595. február 20.  | I. Rudolf     |
|      |        | Habsburg Mátyás           | 1557. február 24.  | 1595. február 20. bátyja halála                                                                                          | feltételezett (prezumptív) trónörökös | öccse                           | 1608. június 25. trónra lépése                                           | 1619. március 20.  | I. Rudolf     |
|      |        | Habsburg Miksa            | 1558. október 12.  | 1608. június 25. bátyja trónra lépte                                                                                     | feltételezett (prezumptív) trónörökös | öccse                           | 1617/18 lemondott trónöröklési jogáról                                   | 1618. november 2.  | II. Mátyás    |
|      |        | Habsburg Albert           | 1559. november 15. | 1617/18 bátyja lemondása a trónöröklési jogáról                                                                          | feltételezett (prezumptív) trónörökös | öccse                           | 1617/1618/1619. február 2. és október 19. lemondott trónöröklési jogáról | 1621. július 13.   | II. Mátyás    |
|      |        | Habsburg (III.) Fülöp     | 1578. április 14.  | 1617/18 nagybátyja lemondása a trónöröklési jogáról                                                                      | feltételezett (prezumptív) trónörökös | unokaöccse (nővérének a fia)    | 1617/18 lemondott trónöröklési jogáról                                   | 1621. március 31.  | II. Mátyás    |
|      |        | Habsburg (II.) Ferdinánd  | 1573. július 9.    | 1617/18 unokaöccsének (nagybátyja anyai unokájának) lemondása a trónöröklési jogáról 1618. május 18., Pozsony koronázása | feltételezett (prezumptív) trónörökös | unokaöccse (nagybátyjának a fia | 1619. március 20. trónra lépése                                          | 1637. február 15.  | II. Mátyás    |
| –    |        | Habsburg János Károly     | 1605. november 1.  | 1619. március 20. apja trónra lépte                                                                                      | nyilvánvaló trónörökös                | fia                             | 1619. december 26.                                                       | 1619. december 26. | II. Ferdinánd |
|      |        | Habsburg (III.) Ferdinánd | 1608. július 13.   | 1619. december 26. bátyja halála                                                                                         | nyilvánvaló trónörökös                | fia                             | 1620. augusztus 20. apja trónfosztása                                    | 1657. április 2.   | II. Ferdinánd |

### Bethlen-ház, 1620–1621
| Képe                                        | Címere                                      | Neve                                        | Születése                                   | Trónörökössé válása és annak oka            | Trónörökösi státusza                        | Kapcsolata az uralkodóhoz                   | Trónörökösi terminus vége és annak oka      | Halála                                      | Uralkodó |
| ------------------------------------------- | ------------------------------------------- | ------------------------------------------- | ------------------------------------------- | ------------------------------------------- | ------------------------------------------- | ------------------------------------------- | ------------------------------------------- | ------------------------------------------- | -------- |
| A trónörökös személye bizonytalan 1620–1621 | A trónörökös személye bizonytalan 1620–1621 | A trónörökös személye bizonytalan 1620–1621 | A trónörökös személye bizonytalan 1620–1621 | A trónörökös személye bizonytalan 1620–1621 | A trónörökös személye bizonytalan 1620–1621 | A trónörökös személye bizonytalan 1620–1621 | A trónörökös személye bizonytalan 1620–1621 | A trónörökös személye bizonytalan 1620–1621 | I. Gábor |

### Habsburg-ház, 1621–1707
| Képe | Címere | Neve                           | Születése            | Trónörökössé válása és annak oka                                                          | Trónörökösi státusza                                         | Kapcsolata az uralkodóhoz      | Trónörökösi terminus vége és annak oka        | Halála               | Uralkodó       |
| ---- | ------ | ------------------------------ | -------------------- | ----------------------------------------------------------------------------------------- | ------------------------------------------------------------ | ------------------------------ | --------------------------------------------- | -------------------- | -------------- |
|      |        | Habsburg (III.) Ferdinánd újra | 1608. július 13.     | 1621. december 31. apja restaurációja 1625. december 8., Sopron koronázása                | nyilvánvaló trónörökös                                       | fia                            | 1637. február 15. trónra lépte                | 1657. április 2.     | II. Ferdinánd  |
|      |        | Habsburg (IV.) Ferdinánd       | 1633. szeptember 8.  | 1637. február 15. apja trónra lépte 1647. június 16., Pozsony koronázása                  | nyilvánvaló trónörökös                                       | fia                            | 1654. július 9.                               | 1654. július 9.      | III. Ferdinánd |
|      |        | Habsburg Lipót                 | 1640. június 9.      | 1654. július 9. bátyja halála 1655. június 27., Pozsony koronázása                        | nyilvánvaló trónörökös                                       | fia                            | 1657. április 2. trónra lépése                | 1705. május 5.       | III. Ferdinánd |
|      |        | Habsburg Károly József         | 1649. augusztus 7.   | 1657. április 2. bátyja trónra lépte                                                      | feltételezett (prezumptív) trónörökös                        | öccse                          | 1664. január 27.                              | 1664. január 27.     | I. Lipót       |
|      |        | Habsburg Zsigmond Ferenc       | 1630. november 27.   | 1664. január 27. I. Lipót öccsének halála után a tiroli ág következett a trónöröklésben   | feltételezett (prezumptív) trónörökös                        | apjának elsőfokú unokatestvére | 1665. június 25.                              | 1665. június 25.     | I. Lipót       |
|      |        | Habsburg (IV.) Fülöp           | 1605. április 8.     | 1665. június 25. kölcsönös örökösödés révén a spanyol és az osztrák Habsburgok között     | feltételezett (prezumptív) trónörökös                        | nagybátyja (anyjának a bátyja) | 1665. szeptember 17.                          | 1665. szeptember 17. | I. Lipót       |
|      |        | Habsburg (II.) Károly          | 1661. november 6.    | 1665. szeptember 17. kölcsönös örökösödés révén a spanyol és az osztrák Habsburgok között | feltételezett (prezumptív) trónörökös                        | unokaöccse (nővérének a fia)   | 1667. szeptember 28. I. Lipótnak fia születik | 1700. november 1.    | I. Lipót       |
| –    |        | Habsburg Ferdinánd Vencel      | 1667. szeptember 28. | 1667. szeptember 28.                                                                      | nyilvánvaló trónörökös                                       | fia                            | 1668. január 13.                              | 1668. január 13.     | I. Lipót       |
|      |        | Habsburg (II.) Károly újra     | 1661. november 6.    | 1668. január 13. kölcsönös örökösödés révén a spanyol és az osztrák Habsburgok között     | feltételezett (prezumptív) trónörökös                        | unokaöccse (nővérének a fia)   | 1670. február 20. I. Lipótnak fia születik    | 1700. november 1.    | I. Lipót       |
| –    |        | Habsburg János Lipót           | 1670. február 20.    | 1670. február 20.                                                                         | nyilvánvaló trónörökös                                       | fia                            | 1670. február 20.                             | 1670. február 20.    | I. Lipót       |
|      |        | Habsburg (II.) Károly újra     | 1661. november 6.    | 1670. február 20. kölcsönös örökösödés révén a spanyol és az osztrák Habsburgok között    | feltételezett (prezumptív) trónörökös                        | unokaöccse (nővérének a fia)   | 1678. július 26. I. Lipótnak fia születik     | 1700. november 1.    | I. Lipót       |
|      |        | Habsburg József                | 1678. július 26.     | 1678. július 26.                                                                          | nyilvánvaló trónörökös 1687. december 9., Pozsony koronázása | fia                            | 1705. május 5. trónra lépése                  | 1711. április 17.    | I. Lipót       |
|      |        | Habsburg Károly                | 1685. október 1.     | 1705. május 5. bátyja trónra lépte                                                        | feltételezett (prezumptív) trónörökös                        | öccse                          | 1707. június 13. bátyja trónfosztása          | 1740. október 20.    | I. József      |

### Interregnum, 1707–1711
| Képe | Címere | Neve               | Születése         | Trónörökössé válása és annak oka | Trónörökösi státusza                  | Kapcsolata az uralkodóhoz | Trónörökösi terminus vége és annak oka                                             | Halála           | Uralkodó    |
| ---- | ------ | ------------------ | ----------------- | --- | ------------------------------------- | ------------------------- | ---------------------------------------------------------------------------------- | ---------------- | ----------- |
|      |        | II. Rákóczi Ferenc | 1676. március 27. | 1707. június 13. Az ónodi országgyűlés a Habsburg-ház trónfosztásával interregnumot hirdetett, ezzel a trónt betöltetlennek nyilvánította, és az 1705. szeptember 17-én, a szécsényi országgyűlésen vezérlő fejedelemmé választott II. Rákóczi Ferenc de facto államfőként de facto trónjelölt (trónörökös) lett. | feltételezett (prezumptív) trónörökös | –                         | 1711. május 1. A Szatmári béke hatályba lépésével a Rákóczi-szabadságharc elbukik. | 1735. április 8. | Interregnum |

### Habsburg-ház, 1711–1780
| Képe | Címere | Neve                            | Születése         | Trónörökössé válása és annak oka | Trónörökösi státusza                  | Kapcsolata az uralkodóhoz | Trónörökösi terminus vége és annak oka        | Halála             | Uralkodó      |
| ---- | ------ | ------------------------------- | ----------------- | --- | ------------------------------------- | ------------------------- | --------------------------------------------- | ------------------ | ------------- |
|      |        | Habsburg Mária Jozefa           | 1699. december 8. | 1711. május 1. A Szatmári béke hatályba lépésével és a Rákóczi-szabadságharc bukása miatt, valamint az apjának, I. Józsefnek fiú örökös nélküli halála után az ekkor még gyermektelen nagybátyja foglalja el a magyar trónt. | feltételezett (prezumptív) trónörökös | unokahúga                 | 1716. április 13. III. Károlynak fia születik | 1757. november 17. | III. Károly   |
| –    |        | Habsburg Lipót János            | 1716. április 13. | 1716. április 13. | nyilvánvaló trónörökös                | fia                       | 1716. november 4.                             | 1716. november 4.  | III. Károly   |
|      |        | Habsburg Mária Jozefa újra      | 1699. december 8. | 1716. november 4. unokaöccse halála | feltételezett (prezumptív) trónörökös | unokahúga                 | 1717. május 3. III. Károlynak lánya születik  | 1757. november 17. | III. Károly   |
|      |        | Habsburg Mária Terézia          | 1717. május 3..   | 1717. május 3.. | feltételezett (prezumptív) trónörökös | lánya                     | 1740. október 20. trónra lépése               | 1780. november 29. | III. Károly   |
|      |        | Habsburg–Lotaringiai Mária Anna | 1738. október 6.  | 1740. október 20. anyja trónra lépte | feltételezett (prezumptív) trónörökös | lánya                     | 1741. március 13. öccse születése             | 1789. november 19. | Mária Terézia |
|      |        | Habsburg–Lotaringiai József     | 1741. március 13. | 1741. március 13. | nyilvánvaló trónörökös                | fia                       | 1780. november 29. trónra lépése              | 1790. február 20.  | Mária Terézia |

### Habsburg–Lotaringiai-ház, 1780–1848
| Képe | Címere | Neve                               | Születése          | Trónörökössé válása és annak oka        | Trónörökösi státusza                                            | Kapcsolata az uralkodóhoz | Trónörökösi terminus vége és annak oka                                                                           | Halála           | Uralkodó     |
| ---- | ------ | ---------------------------------- | ------------------ | --------------------------------------- | --------------------------------------------------------------- | ------------------------- | --- | ---------------- | ------------ |
|      |        | Habsburg–Lotaringiai Lipót         | 1747. május 5.     | 1780. november 29. bátyja trónra lépése | feltételezett (prezumptív) trónörökös                           | öccse                     | 1790. február 20. trónra lépése                                                                                  | 1792. március 1. | II. József   |
|      |        | Habsburg–Lotaringiai Ferenc        | 1768. február 12.  | 1790. február 20. apja trónra lépése    | nyilvánvaló trónörökös                                          | fia                       | 1792. március 1. trónra lépése                                                                                   | 1835. március 2. | II. Lipót    |
|      |        | Habsburg–Toscanai Ferdinánd        | 1769. május 6.     | 1792. március 1. bátyja trónra lépte    | feltételezett (prezumptív) trónörökös                           | öccse                     | 1793. április 19. I. Ferencnek fia születik                                                                      | 1824. június 17. | I. Ferenc    |
|      |        | Habsburg–Lotaringiai Ferdinánd     | 1793. április 19.  | 1793. április 19.                       | nyilvánvaló trónörökös 1830. szeptember 28., Pozsony koronázása | fia                       | 1835. március 2. trónra lépése                                                                                   | 1875. június 29. | I. Ferenc    |
|      |        | Habsburg–Lotaringiai Ferenc Károly | 1802. december 17. | 1835. március 2. bátyja trónra lépte    | feltételezett (prezumptív) trónörökös                           | öccse                     | 1848. december 2. bátyjának a trónról való lemondásával egyidejűleg Ferenc Károly a trónöröklési jogáról mond le | 1878. március 8. | V. Ferdinánd |

### Interregnum, 1848–1867
| Képe | Címere | Neve | Születése | Trónörökössé válása és annak oka | Trónörökösi státusza | Kapcsolata az uralkodóhoz | Trónörökösi terminus vége és annak oka | Halála | Uralkodó    |
| --- | --- | --- | --- | --- | --- | --- | --- | --- | ----------- |
| A trónörökös személye bizonytalan 1848. december 2. – 1867. június 6.: A magyar országgyűlés nem ismerte el V. Ferdinánd lemondását és I. Ferenc József trónra léptét a kiegyezés-ig, 1867-ig. | A trónörökös személye bizonytalan 1848. december 2. – 1867. június 6.: A magyar országgyűlés nem ismerte el V. Ferdinánd lemondását és I. Ferenc József trónra léptét a kiegyezés-ig, 1867-ig. | A trónörökös személye bizonytalan 1848. december 2. – 1867. június 6.: A magyar országgyűlés nem ismerte el V. Ferdinánd lemondását és I. Ferenc József trónra léptét a kiegyezés-ig, 1867-ig. | A trónörökös személye bizonytalan 1848. december 2. – 1867. június 6.: A magyar országgyűlés nem ismerte el V. Ferdinánd lemondását és I. Ferenc József trónra léptét a kiegyezés-ig, 1867-ig. | A trónörökös személye bizonytalan 1848. december 2. – 1867. június 6.: A magyar országgyűlés nem ismerte el V. Ferdinánd lemondását és I. Ferenc József trónra léptét a kiegyezés-ig, 1867-ig. | A trónörökös személye bizonytalan 1848. december 2. – 1867. június 6.: A magyar országgyűlés nem ismerte el V. Ferdinánd lemondását és I. Ferenc József trónra léptét a kiegyezés-ig, 1867-ig. | A trónörökös személye bizonytalan 1848. december 2. – 1867. június 6.: A magyar országgyűlés nem ismerte el V. Ferdinánd lemondását és I. Ferenc József trónra léptét a kiegyezés-ig, 1867-ig. | A trónörökös személye bizonytalan 1848. december 2. – 1867. június 6.: A magyar országgyűlés nem ismerte el V. Ferdinánd lemondását és I. Ferenc József trónra léptét a kiegyezés-ig, 1867-ig. | A trónörökös személye bizonytalan 1848. december 2. – 1867. június 6.: A magyar országgyűlés nem ismerte el V. Ferdinánd lemondását és I. Ferenc József trónra léptét a kiegyezés-ig, 1867-ig. | Interregnum |

### Habsburg–Lotaringiai-ház, 1867–1918
| Képe | Címere | Neve                                  | Születése           | Trónörökössé válása és annak oka                                                                                                 | Trónörökösi státusza                  | Kapcsolata az uralkodóhoz | Trónörökösi terminus vége és annak oka                                                                                         | Halála           | Uralkodó         |
| ---- | ------ | ------------------------------------- | ------------------- | --- | ------------------------------------- | ------------------------- | --- | ---------------- | ---------------- |
|      |        | Habsburg–Lotaringiai Rudolf           | 1858. augusztus 21. | 1867. június 8. A kiegyezés révén apja Magyarország törvényes, de facto és de iure értelemben is királya lesz a koronázása által | nyilvánvaló trónörökös                | fia                       | 1889. január 30. | 1889. január 30. | I. Ferenc József |
|      |        | Habsburg–Lotaringiai Károly Lajos     | 1833. július 30.    | 1889. január 30. I. Ferenc József fiának a halála                                                                                | feltételezett (prezumptív) trónörökös | öccse                     | 1896. május 19. | 1896. május 19.  | I. Ferenc József |
|      |        | Habsburg–Lotaringiai Ferenc Ferdinánd | 1863. december 18.  | 1896. május 19. apja halála | feltételezett (prezumptív) trónörökös | unokaöccse                | 1914. június 28. | 1914. június 28. | I. Ferenc József |
|      |        | Habsburg–Lotaringiai (IV.) Károly     | 1887. augusztus 17. | 1914. június 28. nagybátyja halála                                                                                               | feltételezett (prezumptív) trónörökös | nagyunokaöccse            | 1916. november 21. trónra lépése                                                                                               | 1922. április 1. | I. Ferenc József |
|      |        | Habsburg(–Lotaringiai) Ottó           | 1912. november 20.  | 1916. november 21. apja trónra lépte                                                                                             | nyilvánvaló trónörökös                | fia                       | 1918. november 13. az eckartsaui nyilatkozatban apja lemond az államügyek intézéséről és uralkodói jogairól, bár a trónról nem | 2011. július 4.  | IV. Károly       |

### Népköztársaság és Tanácsköztársaság, 1918–1920
1918. november 16-ától 1919. március 21-éig Magyarország népköztársaság, 1919. március 21-étől 1919. augusztus 1-jéig tanácsköztársaság, míg 1919. augusztus 1-étől 1920. március 1-jéig ismét népköztársaság volt, amikor is nem létezett a trónörökösi cím.

### Király nélküli királyság, 1920–1946
| Képe | Címere | Neve | Születése | Trónörökössé válása és annak oka | Trónörökösi státusza | Kapcsolata az uralkodóhoz | Trónörökösi terminus vége és annak oka | Halála | Uralkodó    |
| --- | --- | --- | --- | --- | --- | --- | --- | --- | ----------- |
| A trónörökös személye bizonytalan 1920. március 1. – 1946. február 1.: IV. Károly sikertelen visszatérési kísérletei következtében 1921. november 6-án trónfosztották a Habsburg-házat. | A trónörökös személye bizonytalan 1920. március 1. – 1946. február 1.: IV. Károly sikertelen visszatérési kísérletei következtében 1921. november 6-án trónfosztották a Habsburg-házat. | A trónörökös személye bizonytalan 1920. március 1. – 1946. február 1.: IV. Károly sikertelen visszatérési kísérletei következtében 1921. november 6-án trónfosztották a Habsburg-házat. | A trónörökös személye bizonytalan 1920. március 1. – 1946. február 1.: IV. Károly sikertelen visszatérési kísérletei következtében 1921. november 6-án trónfosztották a Habsburg-házat. | A trónörökös személye bizonytalan 1920. március 1. – 1946. február 1.: IV. Károly sikertelen visszatérési kísérletei következtében 1921. november 6-án trónfosztották a Habsburg-házat. | A trónörökös személye bizonytalan 1920. március 1. – 1946. február 1.: IV. Károly sikertelen visszatérési kísérletei következtében 1921. november 6-án trónfosztották a Habsburg-házat. | A trónörökös személye bizonytalan 1920. március 1. – 1946. február 1.: IV. Károly sikertelen visszatérési kísérletei következtében 1921. november 6-án trónfosztották a Habsburg-házat. | A trónörökös személye bizonytalan 1920. március 1. – 1946. február 1.: IV. Károly sikertelen visszatérési kísérletei következtében 1921. november 6-án trónfosztották a Habsburg-házat. | A trónörökös személye bizonytalan 1920. március 1. – 1946. február 1.: IV. Károly sikertelen visszatérési kísérletei következtében 1921. november 6-án trónfosztották a Habsburg-házat. | Interregnum |

### 1946-tól napjainkig
1946. február 1-jével újra megszűnt a királyság, így a trónörökösi cím sem létezik.